# Раковина Эйнштейна

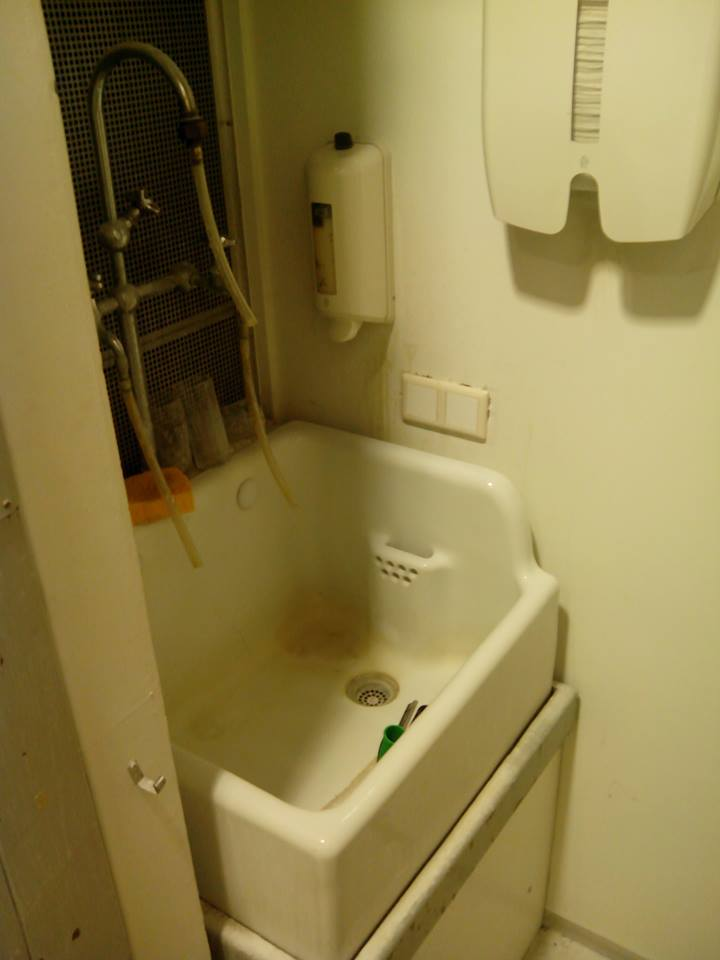
Раковина Эйнштейна

Раковина Эйнштейна - это старая раковина, которая используется в университете Лейдена с 1920 года. Изначально она была установлена в большом лекционном зале лаборатории Камерлинг-Оннеса. Когда физики переехали в парк биологических наук Лейдена, они забрали раковину с собой. Сейчас она расположена в большом лекционном зале J.H. Oortgebouw(?) и знаменитые ученые по традиции моют в ней руки. Вот неполный список ученых, воспользовавшихся раковиной: Пауль Эренфест, Хейке Камерлинг-Оннес, Хендрик Антон Лоренц, Альберт Эйнштейн, а также недавние нобелевские лауреаты Брайан Шмидт и Альберт Ферт.